# Цифрова деменція
Цифрова деменція, також «Цифровий зомбі» (від англ. «Digital dementia», «Digital zombies») — це термін введений у 2017 році Сіднейським університетом та нейробіологом Манфредом Шпіцером, який описує зниження когнітивних здібностей та проблеми з пам'яттю, спричинені надмірним використанням цифрових технологій, таких як смартфони, комп'ютери та планшети та/або соціальних мереж, при цьому не може відокремитися від постійної присутності в Інтернеті. Симптоми включають забудькуватість, труднощі зосередження та зниження здатності фокусуватися. Важливо розуміти потенційний негативний вплив цифрових пристроїв на здоров'я мозку та прагнути збалансувати їх використання. Це має вирішальне значення для підвищення обізнаності про ризики надмірної залежності від цифрових технологій.

## Загальна інформація
Надмірний час перед екраном може призвести до зниження концентрації уваги, проблем з пам'яттю та когнітивними функціями. Дослідження показують, що це може вплинути на розвиток мозку, особливо у дітей. Важливо встановлювати реалістичні обмеження на час перед екраном та включати фізичну активність у повсякденне життя для підтримки здоров'я мозку та когнітивних здібностей. Збалансоване використання технологій може сприяти загальному благополуччю та здоров'ю мозку.
Штефані Валентік, відповідальний редактор американського журналу про охорону праці «EHS Today», використовує термін «цифрові зомбі» у контексті гравців, що прикуті до екранів своїх телефонів, не звертаючи уваги на навколишнє середовище, що може бути небезпечно. Особливо це стосується ігор з доповненою реальністю, таких як Pokémon Go.
Недавні дослідження показують, що люди перевіряють телефони від 85 до 130 разів на день. Майже всі підлітки та діти молодшого віку мають власні планшети або смартфони. Це може призвести до зростання покоління «цифрових зомбі», які завжди підключені до Інтернету, але не ведуть повноцінного життя поза цифровим світом.
Професор наркологічної медицини Кейт Конігрейв зазначає, що багато людей із залежностями постраждали від серйозних психологічних травм у минулому, таких як жорстоке поводження з дитиною або розлука з батьками. Допомога молодим людям відчути зв'язок і цінність може допомогти запобігти проблемам з алкоголем або наркотиками. Крім того, професор також висловив занепокоєння щодо того, чи може людина справді жити повноцінним і здоровим життям, поки вона зайнята цифровим світом.
Розглядаючи походження слова «зомбі» з гаїтянських плантацій рабів, було зазначено, що цей термін також означає контроль над фізичним тілом за допомогою технології.
Університет Уоріка використав цей термін, щоб ствердити, про необхідність провести подальші дослідження з людьми, які існують у цифровій формі після смерті, щоб допомогти людям оплакувати їхню втрату.

## Причини
Причини залежності від гаджетів:
1. Неприємні почуття: Смартфони допомагають заглушити почуття самотності. Соцмережі створюють ілюзію контакту та приналежності;
2. Проблеми у спілкуванні: Невміння будувати стосунки в реальності призводить до втечі у віртуальний світ;
3. Потреба в увазі: Отримання повідомлень та лайків відчуваємо як важливість;
4. Уникнення важливих справ: Смартфон може відволікти від завдань та відповідальностей;
5. Нездатність залишатися наодинці зі своїми думками та почуттями.

## Ознаки

### Основні ознаки
Термін «цифрова деменція» не є медичним, дослідження показують, що тривале та інтенсивне використання цифрових пристроїв може призвести до симптомів, схожих на деменцію, і збільшити ризик розвитку когнітивних розладів. Це особливо важливо для дорослих і підлітків, які проводять багато часу перед екранами.
Симптоми цифрової деменції включають погіршення пам'яті, дефіцит уваги, порушення когнітивних функцій та емоційні розлади. Дослідження показують, що більше 4 годин екранного часу на день пов'язано з підвищеним ризиком деменції. Рекомендовано обмежувати час перед екраном, займатися фізичною активністю та підвищувати обізнаність про здоровий спосіб життя.
Основні аспекти цифрової деменції:
1. Порушення пам'яті: Шляхи короткочасної пам'яті можуть погіршуватися через недостатнє використання, особливо при надмірному використанні технологій;
2. Просторова стратегія: Дослідники вивчають, як гравці відеоігор орієнтуються у віртуальних лабіринтах. Просторова стратегія передбачає запам'ятовування розташування орієнтирів, а стратегія реагування — вивчення рухів, викликаних певними місцями;
3. Смугасте тіло: Зменшення сірої речовини в гіпокампі, пов'язане з підвищеним ризиком деменції та інших розладів, може бути наслідком надмірного використання гаджетів;
4. Аутсорсинг пам'яті: Технологія дозволяє нам передавати розумову діяльність аутсорсингу, зберігаючи нескінченну кількість інформації на пристроях. Однак це може призвести до зменшення навичок запам'ятовування;
5. Багатозадачність: Практика багатозадачності, яка є поширеною при використанні технологій, може погіршити здатність виявляти стимули та вибірково реагувати на них. Це може вплинути на концентрацію та продуктивність;
6. Час перед екраном і когнітивний розвиток: Збільшений час перед екраном може погіршити засвоєння мови, виконавчу діяльність та розвиток мозку у дітей. Необхідні додаткові дослідження, щоб з'ясувати, чи є ці наслідки тривалими.

### Другорядні ознаки

#### Розсіяна ходьба

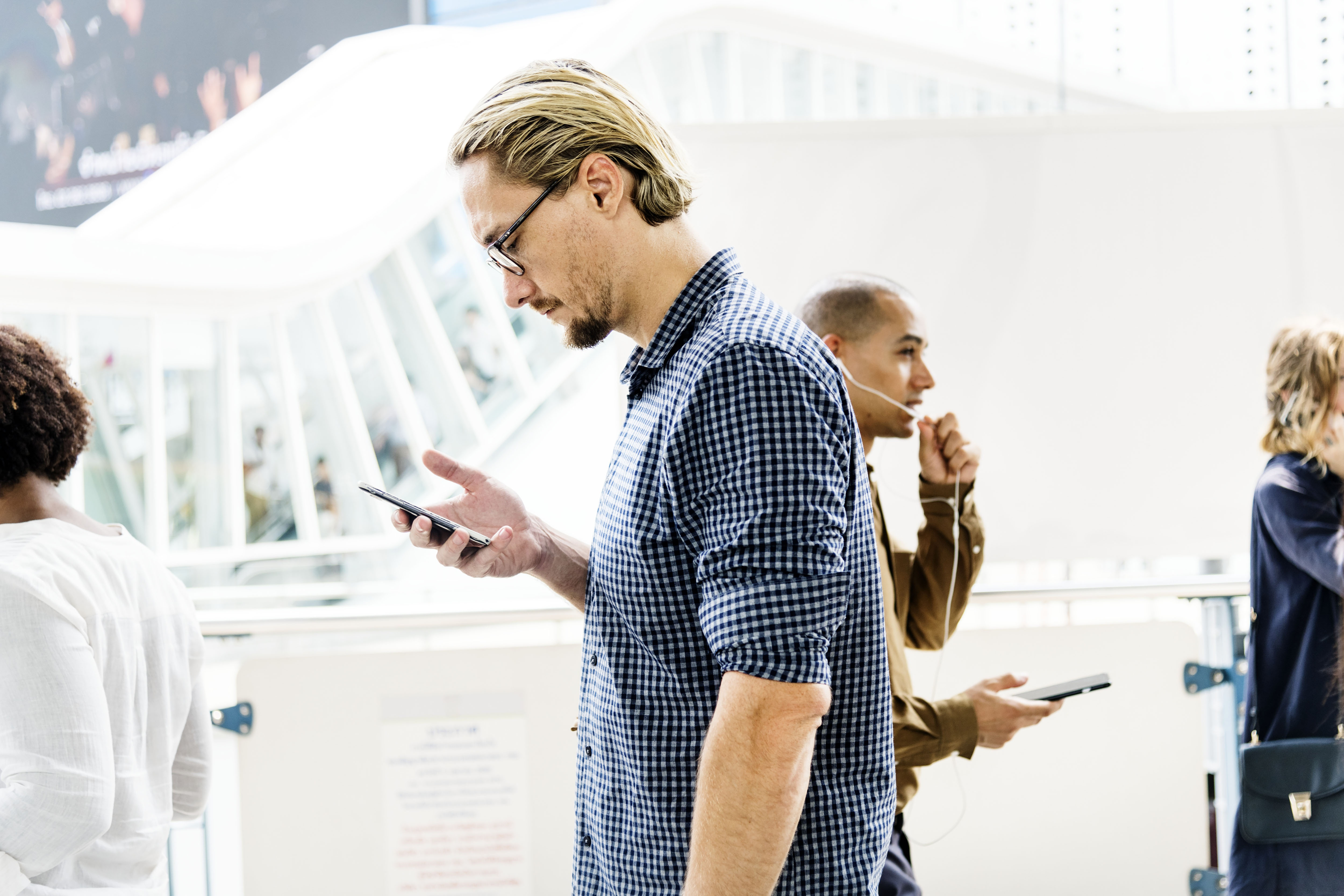
Людина йде, відволікаючись на свій смартфон

Термін «цифровий зомбі» може стосуватися людини, яка виконує відволікаючу ходьбу, яку Американська академія ортопедичних хірургів визнала небезпечною. Вони створили кампанію «Digital Deadwalkers» після того, як лікарі усвідомили ризики, пов'язані з проходженням перехресть і тротуарів, звертаючи увагу лише на смартфони, а не на оточення. Також зазначається, що назва походить від того факту, що «вони не помічають усіх інших, тому це ніби вони мертві, лунати».

#### Життя у цифрі
Департамент соціології Університету Уоріка також визначив термін «цифровий зомбі» для позначення особи, яка померла, але воскресла цифровим способом, реанімована та соціально активна. Ці цифрові зомбі роблять у смерті те, чого не робили, коли були живі, коли вони знову «живуть» через цифрове «я» на цифровому носії. Мертві знаменитості іноді стають цифровими зомбі, коли їх реанімують, щоб з'явитися в комерційній рекламі (наприклад, Одрі Хепберн і Боб Монкхаус). Інші випадкові цифрові зомбі включають Тупака Шакура та Майкла Джексона, які були воскрешені цифровим способом і відтворені, щоб виступати «наживо» на сцені через роки після їх смерті. Дослідники з Університету Уоріка провели дослідження в області взаємодії людини з комп'ютером, намагаючись зрозуміти вплив цих цифрових зомбі на горе та втрату.

#### Мобільні ігри
Письменник EHS Today Штефані Валентік висловила спостереження щодо відеогри для мобільних телефонів Pokémon Go, яка пропонує гравцям можливість полювати та збирати цифрових істот, які називаються Покемонами, за допомогою смартфона в реальному світі. Можна спостерігати, як гравці одночасно дивляться на свій телефон і водночас непомітно ходять у своєму середовищі в пошуках покемонів. Стефані називає цих людей «цифровими зомбі», оскільки вони ходять, не усвідомлюючи свого оточення, коли займаються телефоном.

## Наслідки

### Наслідки залежності від гаджетів
Ті, хто стикається з цифровою залежністю, скаржаться на складнощі у стосунках, втрату задоволення від життя, апатію та фізіологічні проблеми. Залежність від гаджетів може призвести до таких наслідків:
1. Проблеми в стосунках: Занадто багато часу, витраченого на гаджети, може витіснити живе спілкування, ускладнюючи відносини;
2. Втрата зв'язку з собою: Залежність може заважати розумінню власних потреб та бажань;
3. Невміння зайняти себе іншими справами: Залежність від гаджетів може заважати зосередженню на важливих завданнях;
4. Погіршення стану здоров'я: Від погіршення пам'яті, уваги до головного болю та проблем зі сном;
5. Номофобія: Страх залишитися без смартфона є частиною цієї залежності. Цифрова деменція може виникнути через надмірне використання гаджетів, погіршуючи пам'ять та критичне мислення;
6. Проблеми з прийняттям рішень;
7. Постійна тривожність;
8. Низька соціалізація і адаптація.

1. Безпека на дорозі: Водії, відволікаючись від керування автомобілем, можуть стати причиною аварій. За оцінками, 23 % аварій легкових транспортних засобів ― 1,3 мільйона аварій на рік ― пов'язані з розмовами по мобільному телефону.
2. Незаконне вторгнення: Гравці, шукаючи Покемонів, можуть потрапити на приватну власність або заборонені території, що може порушити безпеку.

### Ризики для здоров'я
У спільному досліджені кафедри психології природничого факультету Університету Вілфріда Лорьє, Департаменту наук про здоров'я факультету природничих наук Університету Вілфріда Лоріє у Канаді, вказано, що надмірне використання технологій під час розвитку мозку дітей збільшить ризик хвороби Альцгеймера та пов'язаних з нею деменцій у дорослому віці.

#### Інтенсивне використання технологій
Дослідження Сіднейського університету розпочало вивчення того, як нові технології, такі як цифрові медіа та смартфони, впливають на наше життя, а також питання, чи можуть вони створювати нові примуси та одержимості. Дослідження показує, що посилене використання технологій може мати негативні наслідки для здоров'я, подібні до наркотиків, куріння та алкоголю. Марсель О'Горман, доцент кафедри англійської мови в Університеті Ватерлоо, в журналі «CTheory» прокоментував низку досліджень, які вивчають вплив технологій на пізнання, заявивши, що наразі немає емпіричних доказів на підтримку будь-яких теорій про те, що технології можуть завдати шкоди пам'яті і концентрації уваги, а також що наші цифрові інструменти є неорганічною чи навіть безлюдною частиною нашої пам'яті. Наприклад, мобільні телефони та ноутбуки не  є природною або органічною складовою людської пам'яті.

#### Підвищений ризик для дітей
Південна Корея, відома своїми технологічними досягненнями, стикається з ростом проблеми цифрової деменції. Цей термін вказує на погіршення когнітивних здібностей, особливо серед людей, які надмірно використовують смартфони та ігрові пристрої.
Лікарі застерігають, що надмірне використання цифрових пристроїв може призвести до нерівномірного розвитку мозку. Зокрема, права частина мозку, відповідальна за концентрацію, може залишитися недорозвиненою, що може вплинути на увагу та пам'ять.
Ситуація погіршується, особливо серед підлітків, які проводять більше семи годин на смартфонах щодня. Понад 67 % жителів Південної Кореї мають смартфон, що є найвищим показником у світі.
Німецький нейробіолог, доктор Манфред Шпітцер, попереджає про небезпеку цифрової деменції. Він закликає обмежити використання цифрових медіа в навчальних закладах, щоб запобігти негативним наслідкам для розвитку мозку.

## Заходи безпеки
- Роботодавці: Повинні встановлювати правила щодо використання телефонів на робочому місці та навчати працівників безпеці.
- Громадськість: Повинна бути усвідомлена ризиків відволікання від дороги та використання додатків доповненої реальності.[3]

## Профілактика
Профілактика цифрової деменції:
1. Обмеження часу перед екраном: До двох годин на день для дітей будь-якого віку, а дітям до двох років — заборонено;
2. Вивчення нової мови: Стимулює мозок і запобігає деменції;
3. Фізичні вправи: Підтримуйте мозок активним;
4. Читання паперових книг, а не електронних: Це сприяє здоровому розвитку мозку;
5. Взаємодія з реальним життям: Гра на свіжому повітрі, розвиток уяви та соціальних навичок;
6. Вимкнення екранів перед сном: Якість сну важлива для здоров'я мозку;
7. Зменшення кількості додатків та налаштування повідомлень;
8. Використання методу Pomodoro для кращого управління часом;
9. Визначення часу для роботи та особистого життя;
10. Не слід давати телефон дітям в ранньому віці;
11. Гра в головоломки, настільні ігри;
12. Ефективне проведення часу;
13. Влаштування перерв;
14. Аналіз інформації;
15. Виділення часу для без екранних зон: Наприклад, під час їжі та в спальні.